# Svenska Popfabriken
Svenska Popfabriken är en förening samt skivbolag från Klippan bildat 1977, som gjorde sig känd för den så kallade Klippanpopen.

## Historia
1977 startades musikföreningen Bombadill på initiativ av rektor Bo Ingvar Olsson, varpå det byggdes en inspelningsstudio samt repetitionslokal i källaren till Musikskolan i Klippan. Dessa började användas flitigt av lokala band. Kriminella Gitarrer blev först med att spela in, och singelskivan Vårdad klädsel gavs ut i februari 1978. Flera andra lokala band gav också ut musik via skivbolaget.